# 소녀시대와 위험한 소년들
《소녀시대와 위험한 소년들》은 JTBC에서 방송하는 예능 프로그램이다. 소녀시대 멤버 모두가 출연하여 방송 전부터 눈길을 끈 프로그램으로 12월 18일부터 방송되었다. 소녀시대가 문제학생들의 멘토가 되어 그들의 문제점을 해결해 준다는 내용이다.